# Jehan Georges Vibert

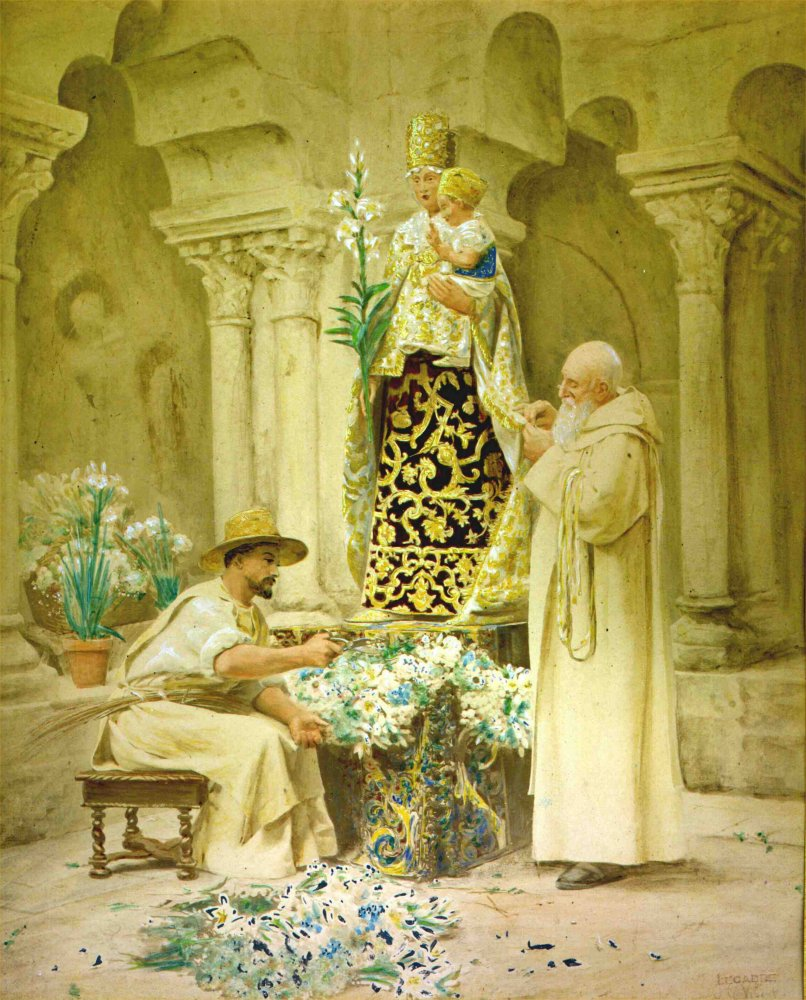
Jehan Georges Vibert, Preparativos para la procesión, óleo.

Jehan Georges Vibert (30 de septiembre de 1840 – 28 de julio de 1902) fue un pintor francés.

## Biografía
Nacido en París, comienza su formación artística desde joven bajo las instrucciones de su abuelo materno, el grabador Jean-Pierre-Marie Jazet. Vibert estaba más interesado en la pintura que en el grabado y entró en el estudio de Félix-Joseph Barrias y en la Escuela de Bellas Artes a los dieciséis años. Estuvo en la escuela durante seis años más bajo la dirección del pintor François-Edouard Picot.
Vibert debuta en el Salón de París de 1863 con La Sieste y Repentir.
Durante la guerra franco prusiana, Vibert se convierte en un tirador de primera y participa en la batalla de Rueil-Malmaison en octubre de 1870. Fue condecorado con la medalla de la Légion d’Honneur y se convirtió en Caballero de la Legión de Honor en reconocimiento a su sacrificio y nombrado Oficial de la Legión de Honor en 1882.
Vibert expuso trabajos en el Salón de París hasta 1899. Allí envió escenas anecdóticas ambientadas en el siglo XVIII. Muchas de sus pinturas representaban cardenales y eclesiásticos en situaciones familiares y cotidianas, en un tono deliberadamente irónico, lo que estaba de moda. La popularidad de sus obras se extendió, sobre todo en Estados Unidos, alcanzando precios muy altos y pedidos de John Jacob Astor IV y William Vanderbilt. Muchas de sus obras fueron coleccionadas por May Louise Maytag en nombre del entonces obispo de Miami Coleman Carroll, a quien le gustaban mucho.
Esta colección se donó al seminario de Florida  y el St. John Vianney College de Miami, lugar en el que se ha conservado de forma muy accidentada ya que los obispos posteriores vieron en estas pinturas símbolos claros de anticlericalismo por su libertinaje alegre.

## Algunos cuadros del autor

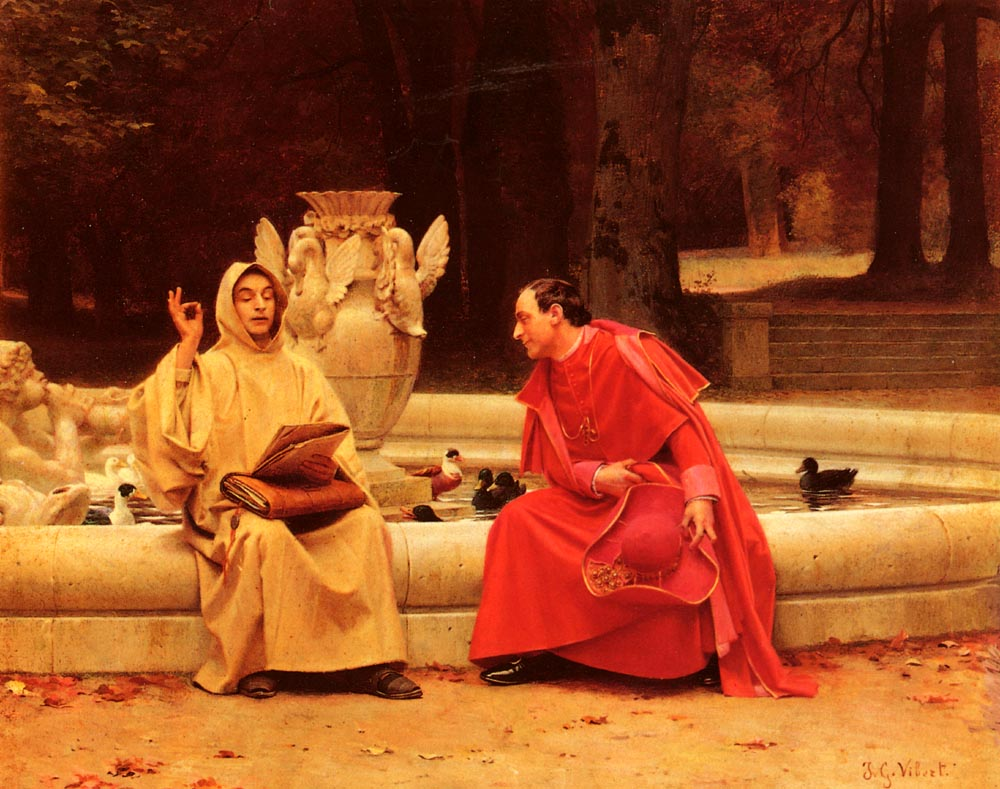
Un punto fino.
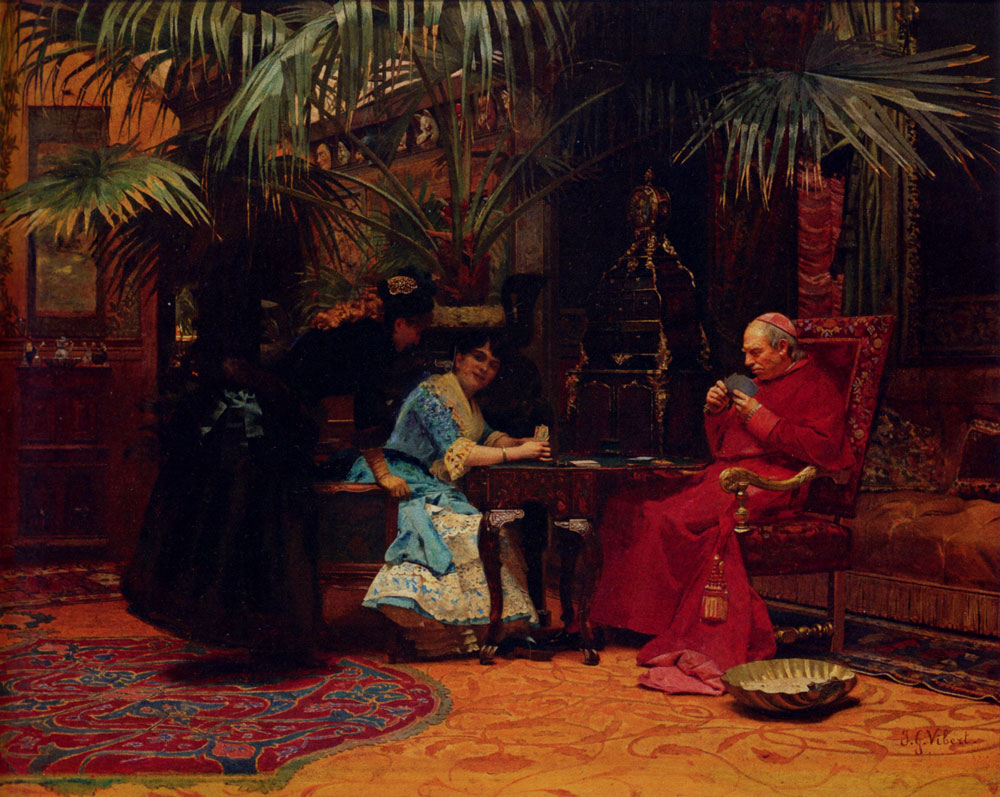
La Iglesia en peligro.
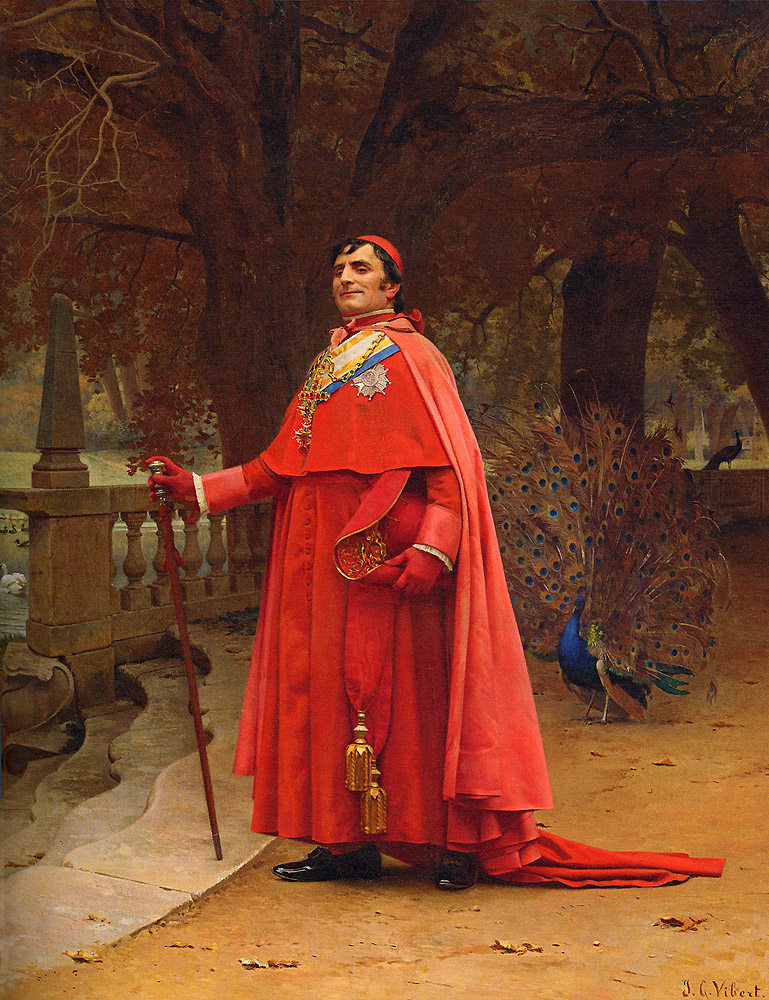
El pavo coqueto.
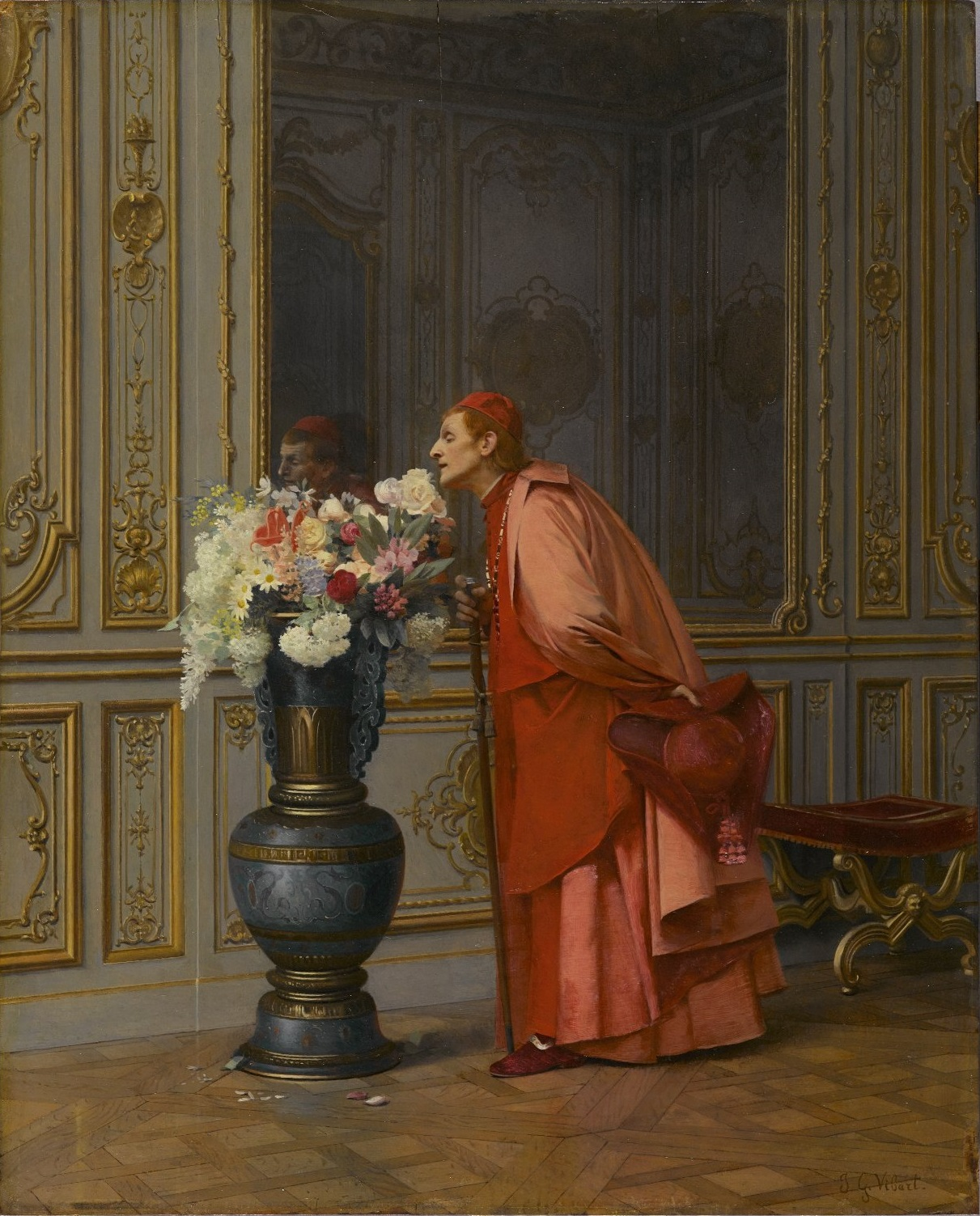
Una elección difícil, aprox. 1873.
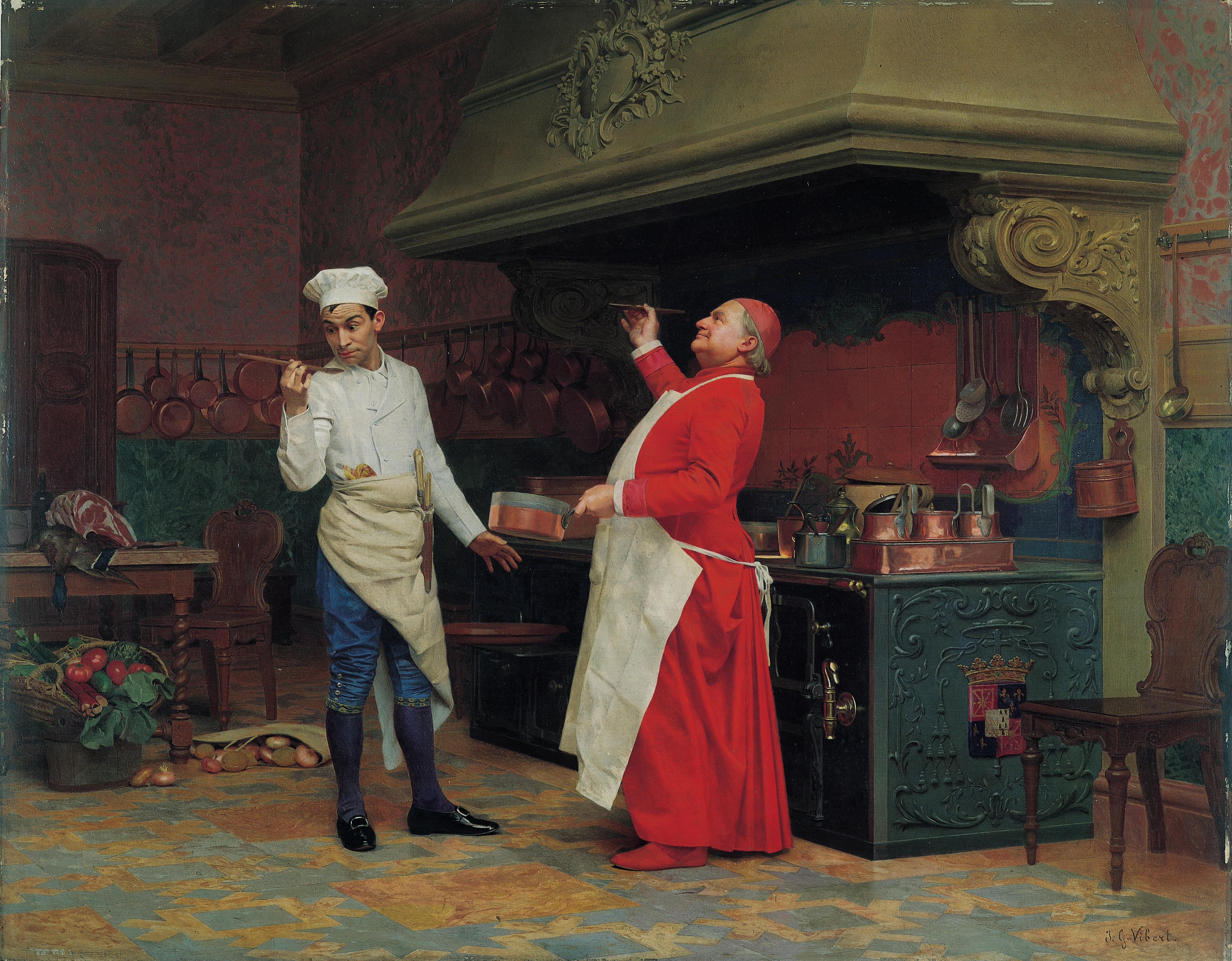
La salsa maravillosa, ca. 1890, Albright-Knox Art Gallery.
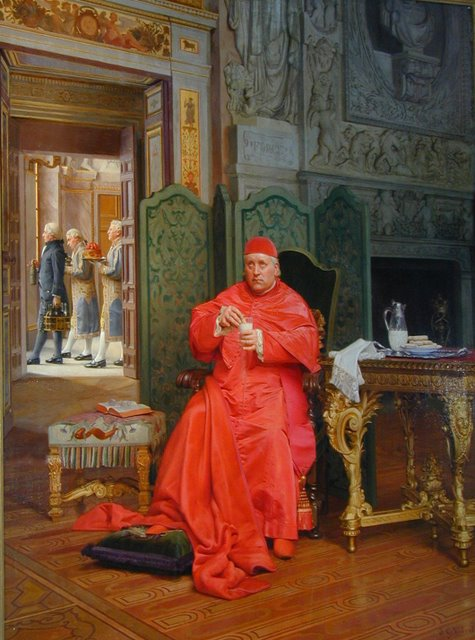
La dieta, colección privada.
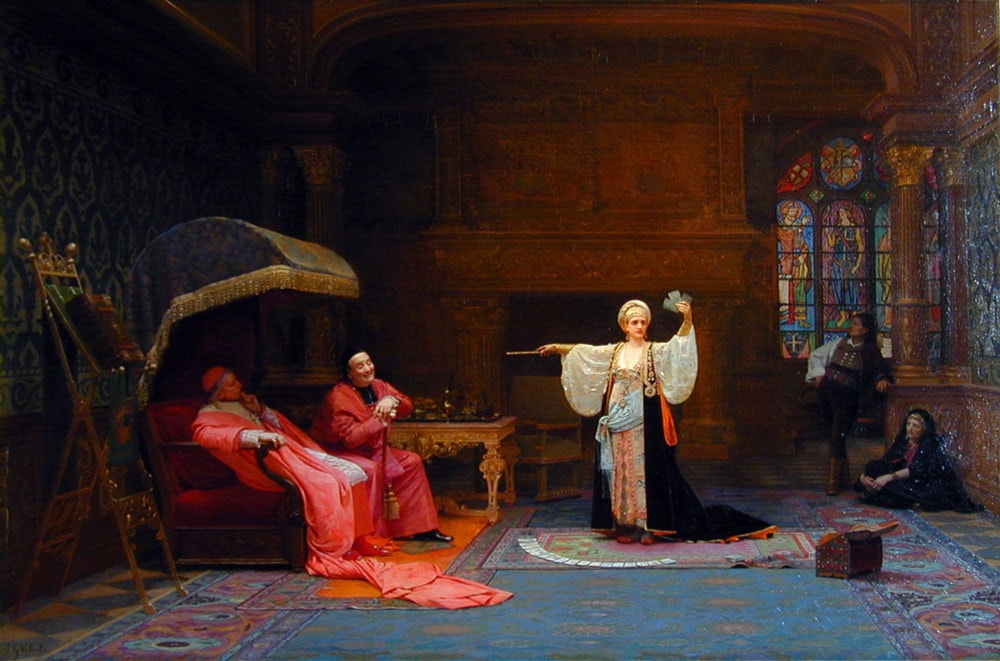
La adivina, colección privada.